# Clever (película)
Clever es una película uruguaya de 2015. Escrita y dirigida por Federico Borgia y Guillermo Madeiro, es una comedia dramática protagonizada por Hugo Piccinini, Antonio Osta y Marta Grané. Se estrenó en octubre de 2015, en la sección «Flash Forward» del 20.º Festival Internacional de Busan (Corea del Sur) —uno de los eventos cinematográficos más importante de Asia—, y entró al circuito comercial uruguayo en abril de 2016. Fue seleccionada por Uruguay para competir en los Premios Goya 2017 en la categoría Mejor Película Iberoamericana.

## Sinopsis
Clever Pacini (Piccinini) es un padre divorciado, practicante de artes marciales y fanático del tuneo. En el pueblo de Las Palmas —nombre ficticio para la localidad de San Antonio, departamento de Canelones— conoce a Sebastián (Osta), dueño de un gimnasio de musculación, quien le decorará su Chevette para una competencia de tuning.

## Premios y nominaciones
| Premiación                                                         | Categoría                                 | Vencedores y nominados                                  | Resultado | Ref.  |
| ------------------------------------------------------------------ | ----------------------------------------- | ------------------------------------------------------- | --------- | ----- |
| Festival Internacional del Nuevo Cine Latinoamericano de La Habana | Mejor Guion Inédito                       | Federico Borgia y Guillermo Madeiro                     | ganador   | [ 5 ] |
| Festival Internacional del Nuevo Cine Latinoamericano de La Habana | Premio Nuestra América Primera Copia      |                                                         | ganador   | [ 5 ] |
| Premios ACCU                                                       | Mejor Ficción uruguaya                    |                                                         | ganador   |       |
| Premios ACCU                                                       | Mejor Actuación Masculina (cine uruguayo) | Hugo Piccinini                                          | ganador   |       |
| Premios ACCU                                                       | Mejor Dirección (cine uruguayo)           | Federico Borgia y Guillermo Madeiro                     | ganador   |       |
| Premios ACCU                                                       | Mejor Guion (cine uruguayo)               | Federico Borgia y Guillermo Madeiro                     | nominado  |       |
| Premios ACCU                                                       | Mejor Fotografía (cine uruguayo)          | Ramiro González Pampillón                               | nominado  |       |
| Premios ACCU                                                       | Mejor Dirección de Arte (cine uruguayo)   | Juan Ignacio Fernández Hoppe                            | ganador   |       |
| Premios ACCU                                                       | Mejor Dirección de Sonido (cine uruguayo) | Fabián Oliver y José Luis Díaz                          | ganador   |       |
| Premios ACCU                                                       | Mejor Música Original (cine uruguayo)     | Ismael Varela                                           | ganador   |       |
| Premios ACCU                                                       | Revelación (cine uruguayo)                | Federico Borgia y Guillermo Madeiro (guion y dirección) | nominado  |       |
| Premios ACCU                                                       | Mejor Ópera Prima (internacional)         |                                                         | nominado  |       |